# Cyprinus chilia
Cyprinus chilia е вид лъчеперка от семейство Шаранови (Cyprinidae). Видът е застрашен от изчезване.

## Разпространение
Разпространен е в Китай (Юннан).